# Paraterulia magna
Paraterulia magna är en insektsart som beskrevs av Baker 1898. Paraterulia magna ingår i släktet Paraterulia och familjen dvärgstritar. Inga underarter finns listade i Catalogue of Life.